# Saison 1 de Channel Zero
Chronologie
The No-End House
Cet article traite de la première saison de la série Channel Zero : Candle Cove.

## Distribution

### Acteurs principaux
- Paul Schneider (VF : Simon Duprez) : Mike Painter
- Fiona Shaw (VF : Francine Laffineuse) : Marla Painter
- Luisa D'Oliveira (VF : Sandrine Henry) : Amy Welch
- Natalie Brown (VF : Valérie Muzzi) : Jessica Yolen
- Shaun Benson (VF : Philippe Allard) : Gary Yolen
- Luca Villacis (VF : Tim Belasri) : Eddie Painter/Mike Painter (Jeune)
- Abigail Pniowsky (VF : Marie Du Bled) : Lily Painter
- Marina Stephenson Kerr (VF : Bernadette Mouzon) : Mme Booth

### Acteurs récurrents
- David Brown (II) : Tim Hazel (épisode 1,2 et 3)
- Kristen Harris : Erica Painter (épisode 1,5 et 6)
- Rachelle Casseus : Beth Fry (épisode 2,5 et 6)
- Mackenzie Wojcik : Gene Hazel (épisode 1,2,3 et 6)
- Keenan Lehmann : Alex Fry (épisode 3,5 et 6)
- Bruce Novakowski : Simon Grove (épisode 2 et 5)
- Susan Kelso : Mme Keller (épisode 3)
- Bronagh Waugh : Marla (Jeune) (épisode 3)
- James Juce : Un promeneur (épisode 2)
- Christopher Read : Leslie Grimes (épisode 2)

## Liste des épisodes

### Épisode 1:Retour à Iron Hill
- États-Unis : 11 octobre 2016 sur Syfy
- France : 12 décembre 2017 sur Syfy France

### Épisode 2:Je te tiendrai la main
- États-Unis : 18 octobre 2016 sur Syfy
- France : 12 décembre 2017 sur Syfy France

### Épisode 3:Ça ne fait que commencer
- États-Unis : 25 octobre 2016 (première diffusion) sur Syfy
- France : 19 décembre 2017 sur Syfy France

- États-Unis : 0,55 million de téléspectateurs (première diffusion)

### Épisode 4:Je ne suis pas Lily
- États-Unis : 1er novembre 2016 sur Syfy
- France : 19 décembre 2017 sur Syfy France

- États-Unis : 0,47 million de téléspectateurs (première diffusion)

### Épisode 5:L'Invité d'honneur
- États-Unis : 8 novembre 2016 sur Syfy
- France : 26 décembre 2017 sur Syfy France

- États-Unis : 0,44 million de téléspectateurs (première diffusion)

### Épisode 6:Fin de partie
- États-Unis : 15 novembre 2016 sur Syfy
- France : 26 décembre 2017 sur Syfy France

- États-Unis : 0,42 million de téléspectateurs (première diffusion)